# Picco Esenin
Il Picco Esenin (in russo Пик Есенина?; in georgiano ესენინის პიკი?) è una delle vette del Muro di Bezengi della Catena del Caucaso. È alto 4310 m e si trova nella Cabardino-Balcaria (Russia) al confine con la Mingrelia-Alta Svanezia (Georgia). 
È stato intitolato al poeta Sergej Aleksandrovič Esenin nel 1995 (in precedenza era indicato come "Senza nome 4310").
Le traversate del Muro di Bezengi e i percorsi classici verso il Gestola passano attraverso il Picco Esenin.